# Bogdan Niewinowski
Bogdan Niewinowski (ur. 15 sierpnia 1923 w Łodzi, zm. 3 marca 1996 w Warszawie) – polski aktor teatralny, filmowy i telewizyjny, piosenkarz, wykonywał m.in. „Wielkie bulwary”, „Akacje”, „Zakochałem się niechcący” czy „Magdalenka”.

## Życiorys

### Młodość
Urodził się w rodzinie Eugeniusza i Ireny z Końkowskich. W Łodzi ukończył gimnazjum. Podczas II wojny światowej walczył w szeregach Armii Krajowej (ps. Dan), uczestniczył w powstaniu warszawskim. Następnie wstąpił jako ochotnik do ludowego Wojska Polskiego. W grudniu 1944 wystawił Jasełka żołnierskie w 1 Brygadzie Moździerzy. Brał udział w walkach o Wał Pomorski, Szczecin i Berlin. W 1946 rozpoczął studia aktorskie na Wydziale Aktorskim Państwowej Wyższej Szkoły Teatralnej w Warszawie (z tymczasową siedzibą w Łodzi), podczas których działał w studenckim ruchu kulturalnym, w latach 1947–1949 był członkiem zespołu łódzkiego Teatru Akademickiego „Gęsie Pióro”. Po ukończeniu w 1949 studiów podjął pracę u Erwina Axera w Teatrze Współczesnym w Warszawie, gdzie grał w latach 1950–1954. Następnie występował na scenach stołecznych: Teatru Domu Wojska Polskiego (1955), Teatru Młodej Warszawy (1955/1956) i Teatru Komedia (1956/1957 oraz od 1960 do przejścia na emeryturę). Od 1949 występował w słuchowiskach Teatru Polskiego Radia. W latach 50. XX w. pracował jako lektor Polskiej Kroniki Filmowej.

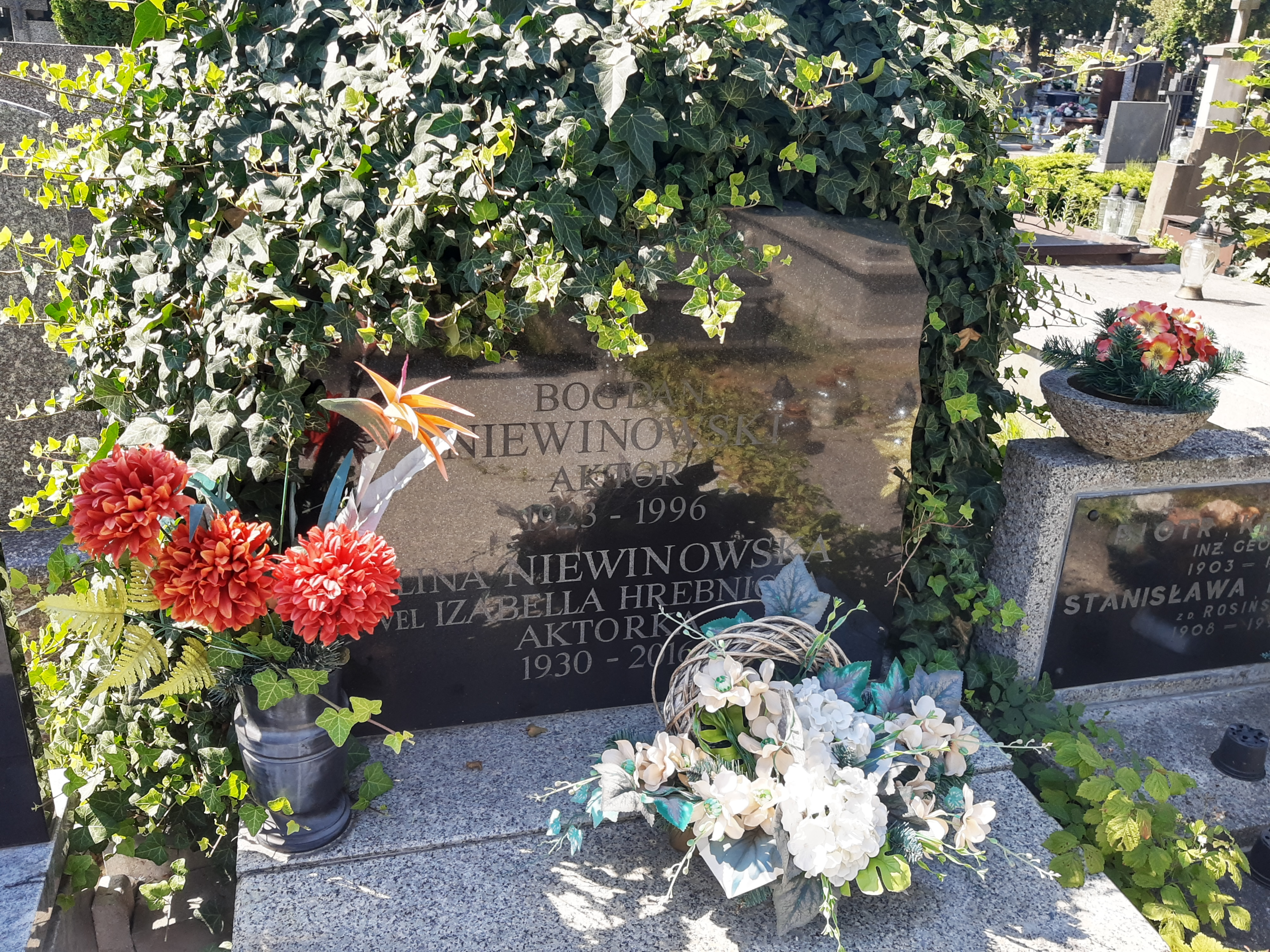
Grób Bogdana Niewinowskiego na cmentarzu Wawrzyszewskim

### Występy w Teatrze Telewizji
Wystąpił również w Teatrze Telewizji, m.in. w spektaklach: Karabiny matki Carrar Bertolta Brechta w reż. Konrada Swinarskiego i Przemysława Zielińskiego (1954), Powrót taty Leszka Proroka w reż. Tadeusza Byrskiego (1962), Maturzyści Zdzisława Skowrońskiego w reż. Józefa Słotwińskiego (1964), Stawka większa niż życie Andrzeja Zbycha w reż. Andrzeja Konica (1965), Współczynnik wyobraźni Zbigniewa Safjana w reż. Stanisława Wohla (1966), Kryptonim Maks Edwarda Szustera i Jerzego Bindera w reż. Józefa Słotwińskiego (1969), Mieszczanin szlachcicem Moliera w reż. Jerzego Gruzy (1969) oraz w Lecie w Nohant Jarosława Iwaszkiewicza jako Jan (1980) i Przedstawieniu Hamleta we wsi Głucha Dolna Ivo Brešana jako chłop (1985) – oba przedstawienia w reż. Olgi Lipińskiej, a także w sztuce Racja głodowa Jerzego Niemczuka w reż. Sylwestra Chęcińskiego w roli wuja (1995).

### Życie prywatne
Był mężem aktorek: od 31 grudnia 1951 do 19 listopada 1965 - Jadwigi Anny Swirtun (1928–2014), potem od 8 października 1974 Aliny Izabelli Bartoszewicz-Hrebnickiej z Krawczyków (1930–2016).
Zmarł w Warszawie, pochowany na cmentarzu Wawrzyszewskim (kwatera 2A-III-47).

## Filmografia

### Role w filmach
- Pierwszy start (1950) – junak Jurek Zaręba
- Pierwsze dni (1951) – Marciniak, porucznik UB
- Żołnierz zwycięstwa (1953) – kierowca gen. Karola Świerczewskiego
- Sprawa do załatwienia (1953) – Stefan Wiśniewski
- Domek z kart (1953) – redaktor „Gazety Codziennej"
- Sprawa pilota Maresza (1955) – Józef Cygan, członek załogi Maresza
- Historia żółtej ciżemki (1961) – Stanko, pomocnik Wita Stwosza
- Droga na Zachód (1961) – żołnierz
- Westerplatte (1967) – porucznik Leon Pająk
- Mistrz tańca z cyklu Opowieści niezwykłe (1968) – lokaj w salonie
- Człowiek z M-3 (1968) – taksówkarz
- Pierścień księżnej Anny (1970) – Krzyżak-myśliwy
- Za ścianą (1971) – lekarz pogotowia
- Teraz i w każdą godzinę (1972) – lekarz
- Przypadek (1981) – ojciec Witka
- Psychoterapia (1983) – ojciec Anny
- Miłość z listy przebojów (1984) – pasażer z kulą ortopedyczną
- Bez końca (1984) – pan Kazimierz, szatniarz w gmachu sądów
- Krótki film o zabijaniu (1987)
- Sceny nocne (1989)
- Tato (1995) – starszy pan na zebraniu Stowarzyszenia Obrony Praw Ojca

### Role w serialach telewizyjnych
- Wielka miłość Balzaka (1973) (odc. 2. Cudzoziemka)
- Janosik (1973) (odc. 7. Beczka okowity)
- Czarne chmury (1973) (odc. 1. Szafot)
- Zmiennicy (1986) – chłop pasący krowy (odc. 9. Podróż sentymentalna)
- Tulipan (1986) – uczestnik imprezy (odc. 2.)
- W labiryncie (1988–1990)
- Crimen (1988) – Szrama (odc. 1.)
- Dom (1996) – Zaryn, w latach 50. kat Bizanca (odc. 16. Przed miłością nie uciekniesz)

## Ordery i odznaczenia
- Krzyż Kawalerski Orderu Odrodzenia Polski (1970)
- Srebrny Krzyż Zasługi (11 lipca 1955)[1]
- Medal 10-lecia Polski Ludowej (19 stycznia 1955)[4]
- Odznaka „Zasłużony Działacz Kultury” (1987)

## Nagrody
- Nagroda Miasta Stołecznego Warszawy (1970)